# Bambusa
Bambusa ist eine Pflanzengattung in der Unterfamilie Bambus (Bambusoideae) innerhalb der Familie der Süßgräser (Poaceae oder Gramineae). Die meisten der etwa 150 Arten sind vom tropischen bis ins subtropische Asien verbreitet, weitere Arten findet man in Australien und im pazifischen Raum. Arten in Afrika oder Amerika sind dort Neophyten.

## Beschreibung
Bambusa-Arten sind ausdauernde, baumartig wachsende, seltener strauchige oder kletternde Gräser, die Höhen von 1 bis 20 Metern erreichen. Die Rhizome sind pachymorph und bilden kurze Rhizomhälse. Die Halme sind holzig und wachsen meist aufrecht bis hängend. Die Internodien sind stielrund, die Knoten nicht vorstehend. Je Knoten werden einige bis viele Äste gebildet, häufig sind einer bis drei größer als die anderen. Die Zweige der tiefer liegenden Äste können kräftige oder schwache Dornen bilden. Die Halmscheiden fallen früh ab oder sind seltener bleibend. Die Halmblattöhrchen sind meist deutlich ausgebildet und am Rand bewimpert. Die Halmspreite steht meist aufrecht und ist nur undeutlich ausgebildet. Die Blattspreiten haben unterschiedliche Größen, querverlaufende Blattadern sind nur undeutlich ausgebildet.
Die Blütenstände sind nicht abgeschlossen, die Ährchen bilden an der Basis ein Knospe, aus dem sich wieder ein Ährchen entwickeln kann. Die Ährchen werden daher auch als Scheinährchen, englisch: pseudo spikelet bezeichnet. An der Basis der Blütenstände steht ein breites, zweifach gekieltes Vorblatt. Die Ährchen wachsen selten einzeln, meist zu mehreren oder vielen an den blütentragenden Zweigen. Je Ährchen wird ein Vorblatt gebildet. Jedes Ährchen hat an der Basis ein bis drei Hüllspelzen und/oder eine Knospe mit ein bis drei spelzen- oder spatelförmigen Tragblättern. Die Internodien der Ährchenachse können meist klar unterschieden werden. Je Ährchen werden zwei bis viele (bis zu 13) Blütchen gebildet. Das oberste Blütchen ist sitzend, unfruchtbar oder nur unvollständig ausgebildet. Die Deckspelze ist breit und mehrfach geadert. Die Vorspelze ist zweifach gekielt und das obere Ende ist spitz oder kurz gespalten. Es werden meist drei, selten zwei Schwellkörper gebildet oder Schwellkörper fehlen. Die sechs Staubblätter haben freistehende Staubfäden. Der Fruchtknoten ist meist gestielt, die Spitze verdickt und behaart. Der Griffel ist meist kurz und kräftig. Es werden ab einer jedoch meist drei, lange, behaarte Narben gebildet. Die Karyopse sind stielrund und haben eine behaarte Spitze. Das Perikarp ist etwas verdickt.

## Verbreitung
Das natürliche Verbreitungsgebiet der meisten Arten liegt im tropischen, subtropischen und warm-gemäßigten Asien. 80 Arten kommen natürlich in China vor, davon 67 nur dort. Vier Arten findet man in Afrika, fünf in Australasien, neun im pazifischen Raum, fünf in Südamerika und eine in Nordamerika.

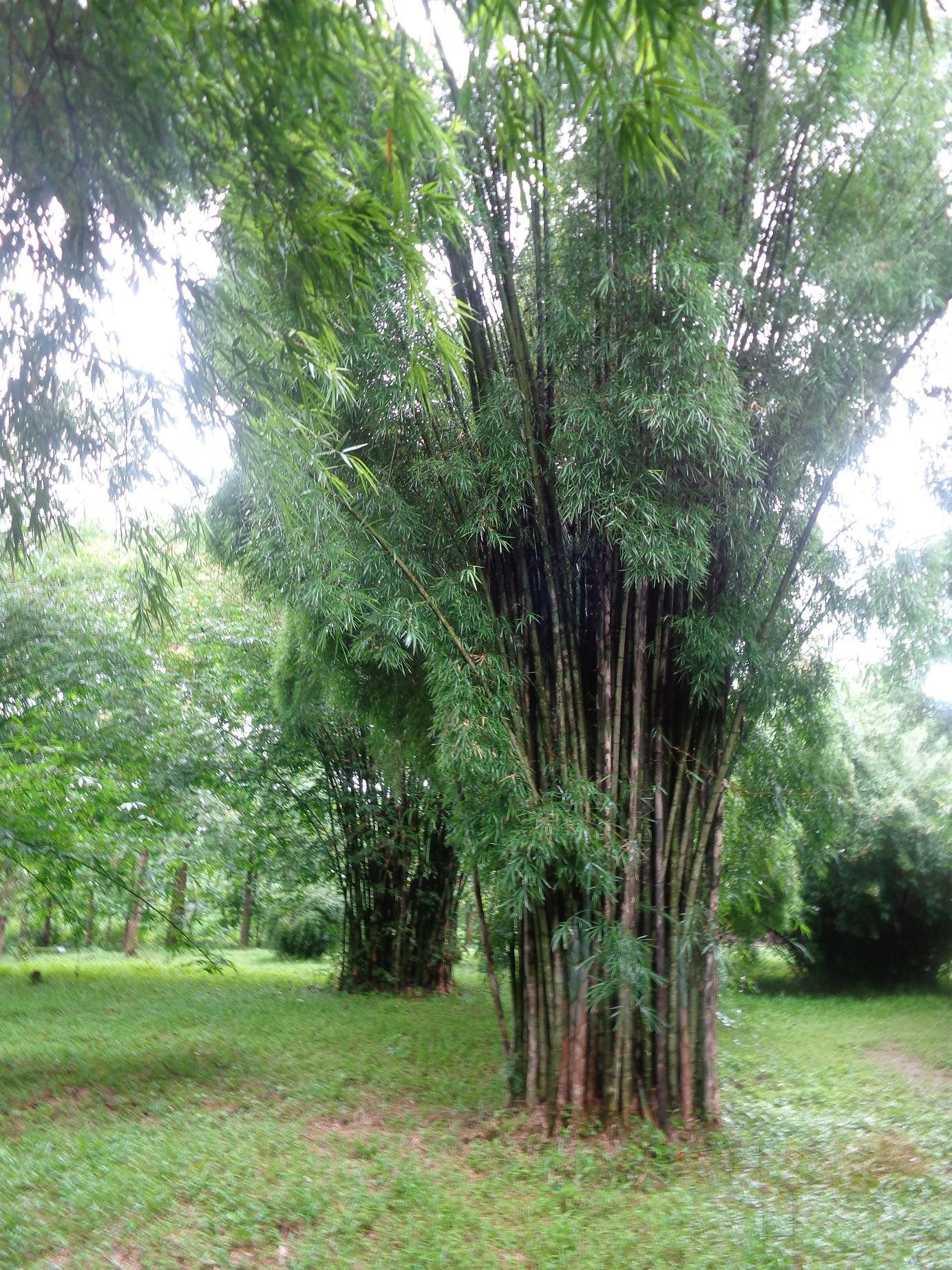
Bambusa affinis

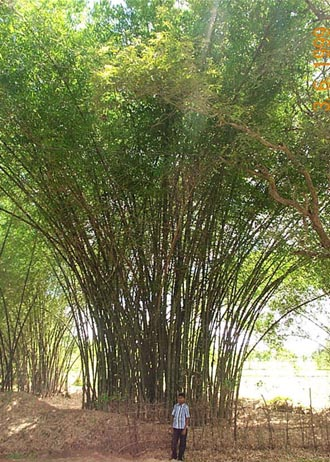
Bambusa balcooa

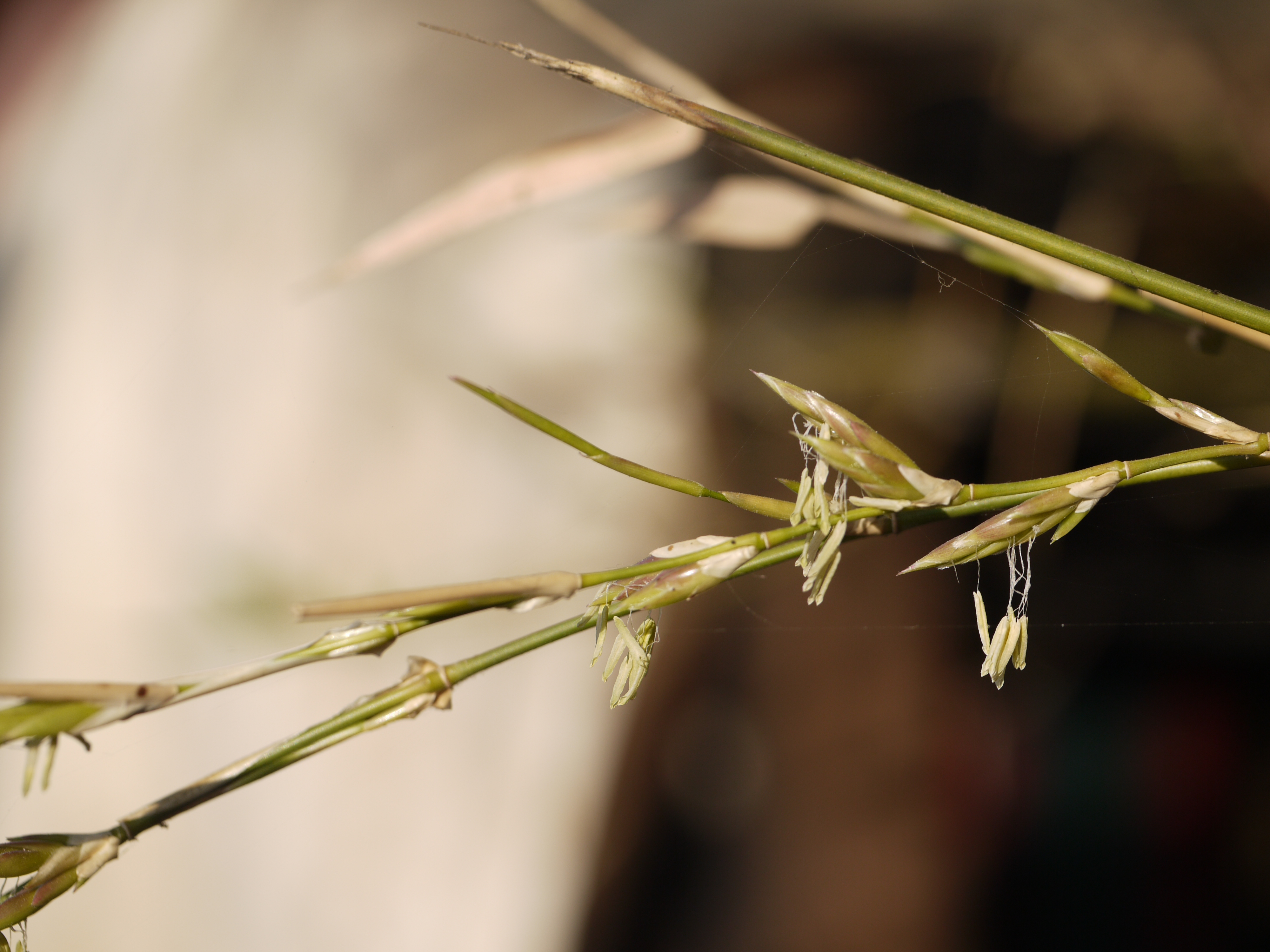
Bambusa bambos, Blüten

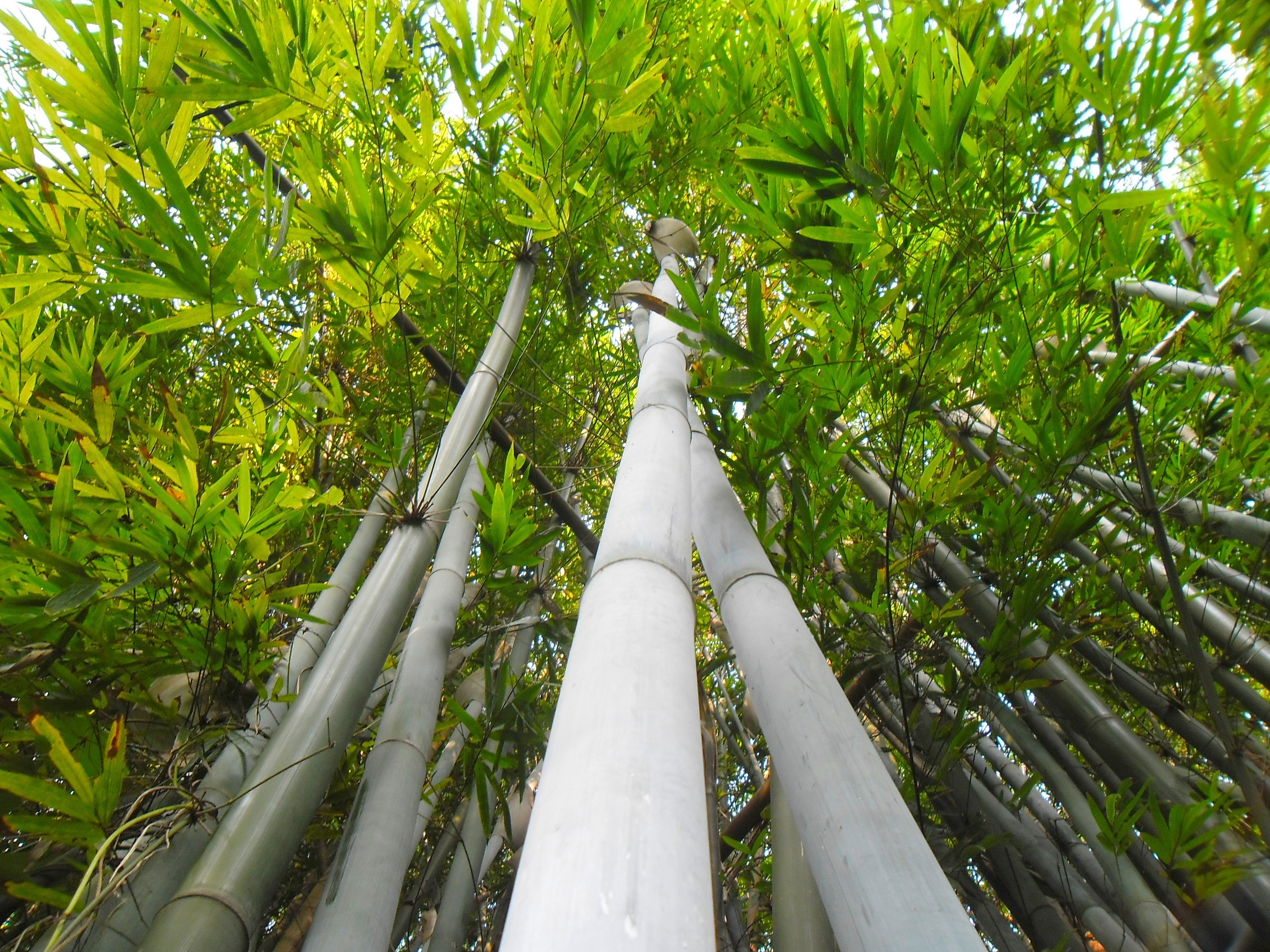
Bambusa chungii

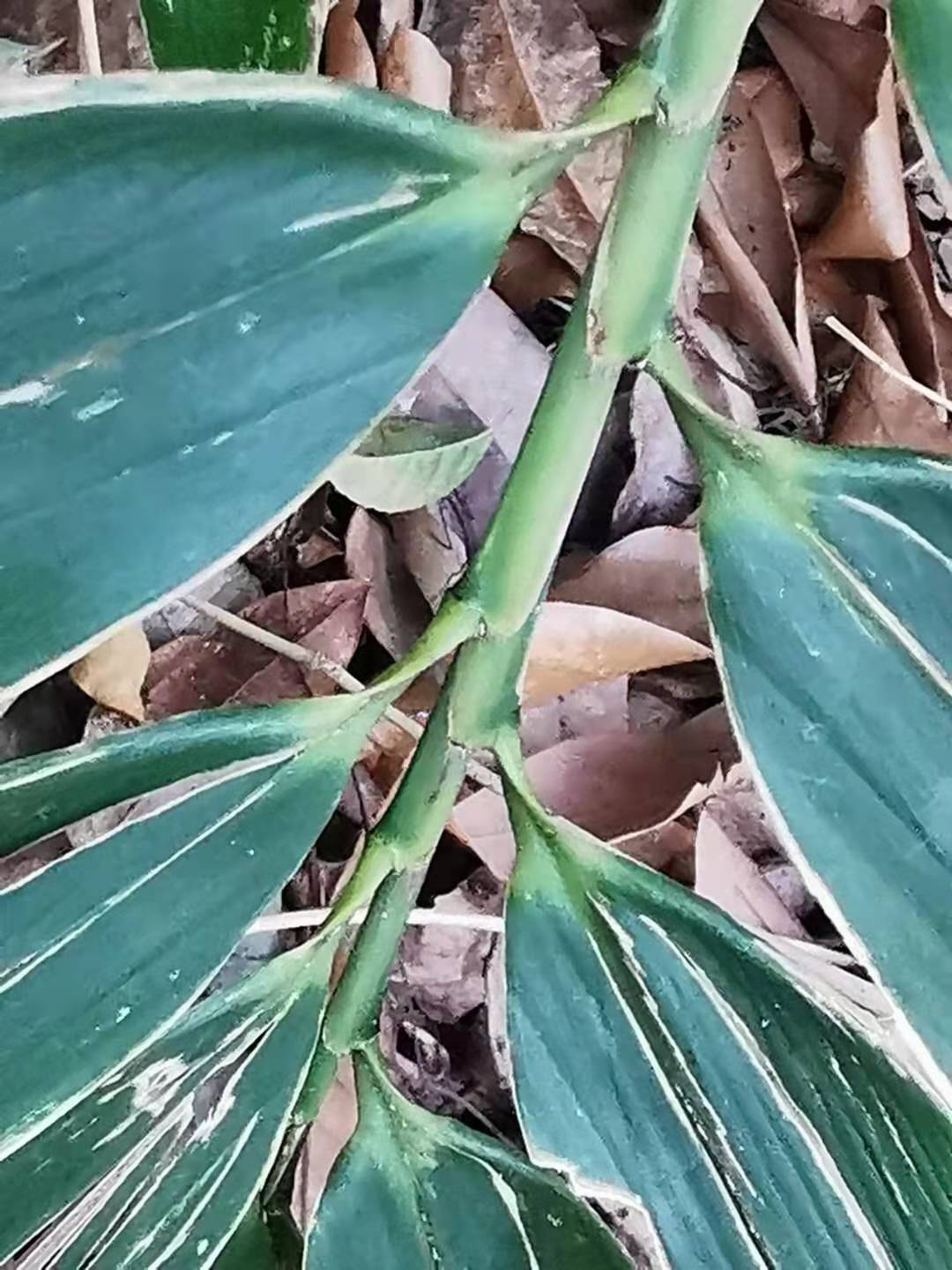
Bambusa diffusa

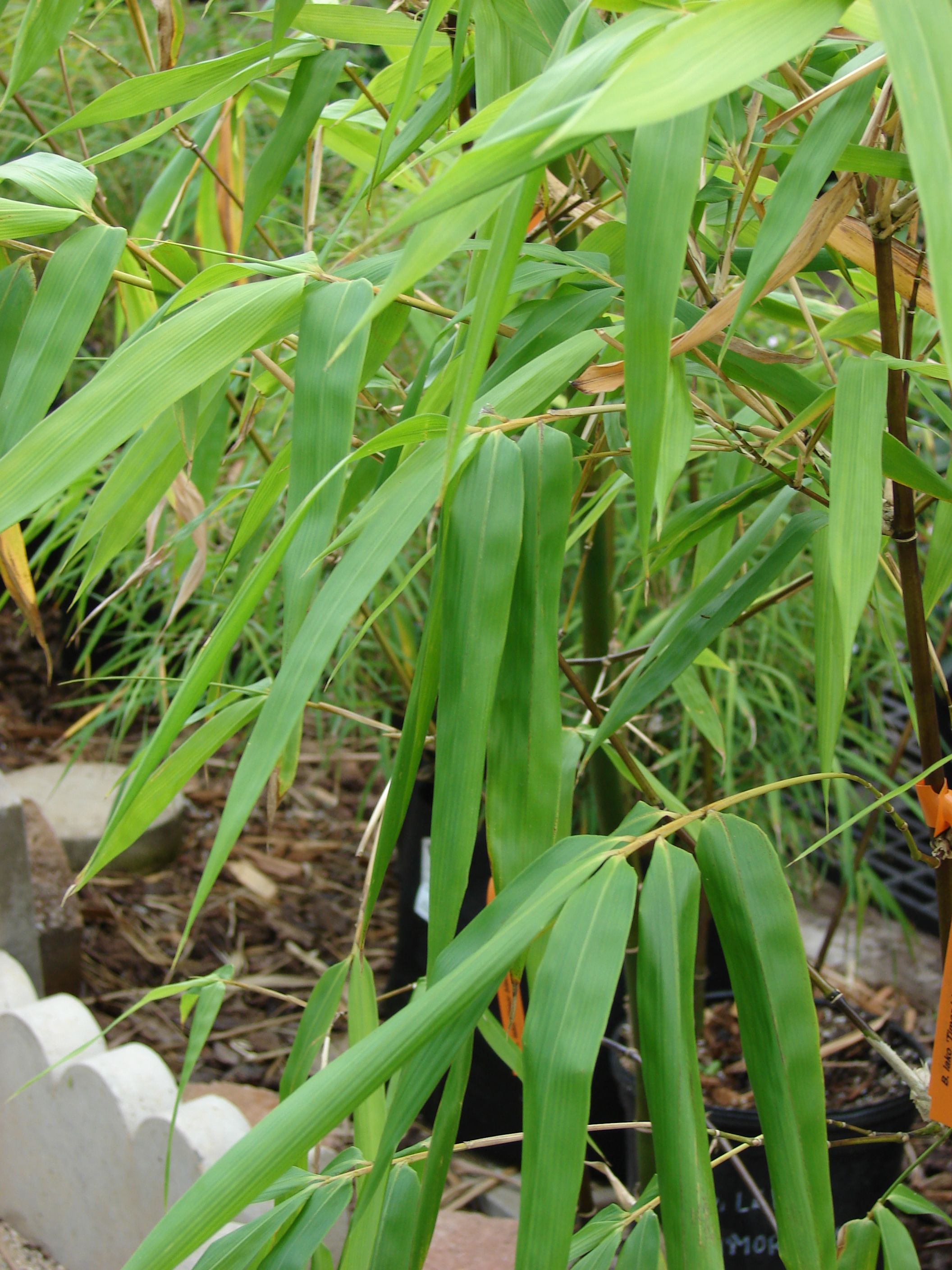
Bambusa lako

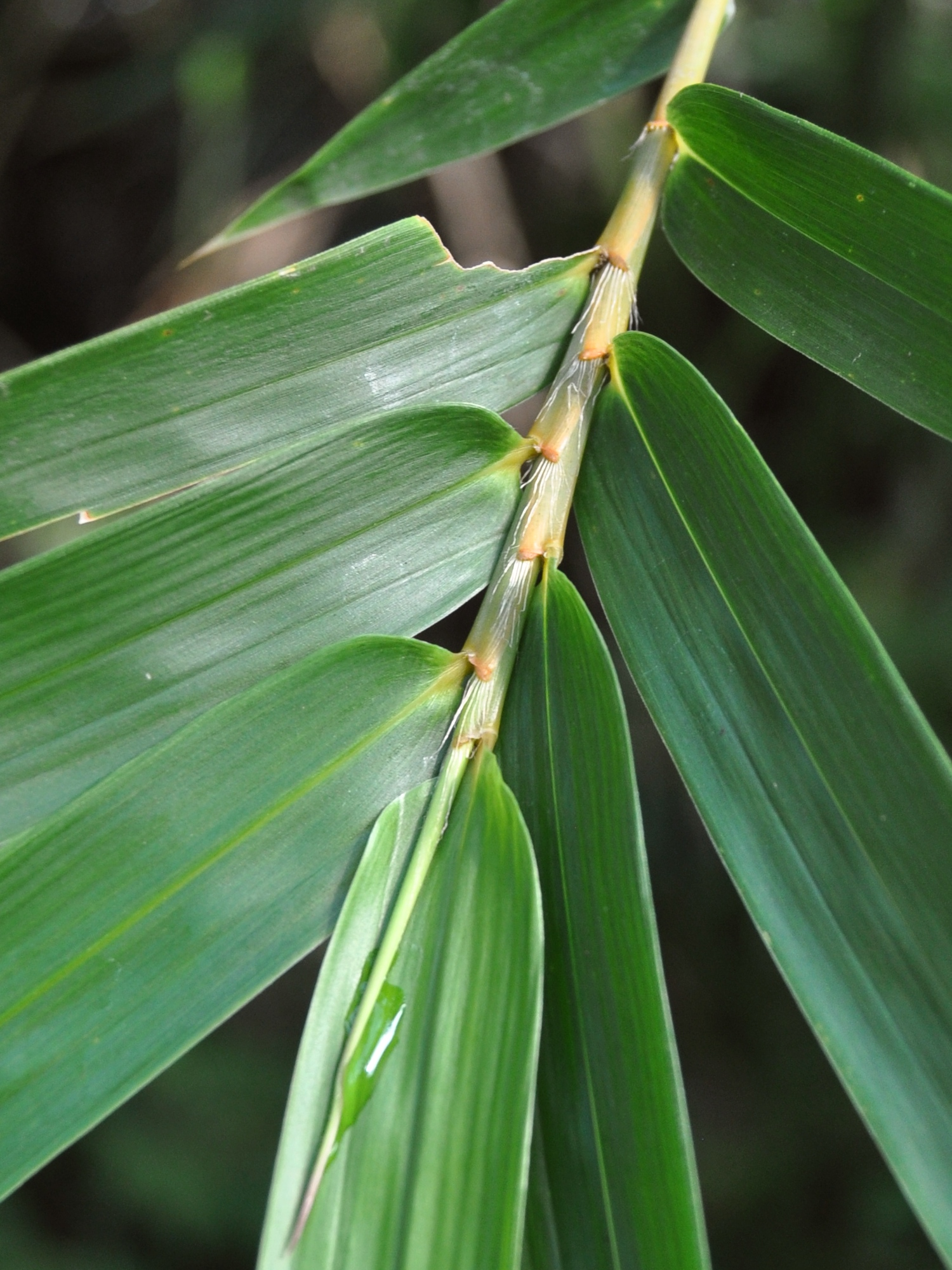
Bambusa multiplex

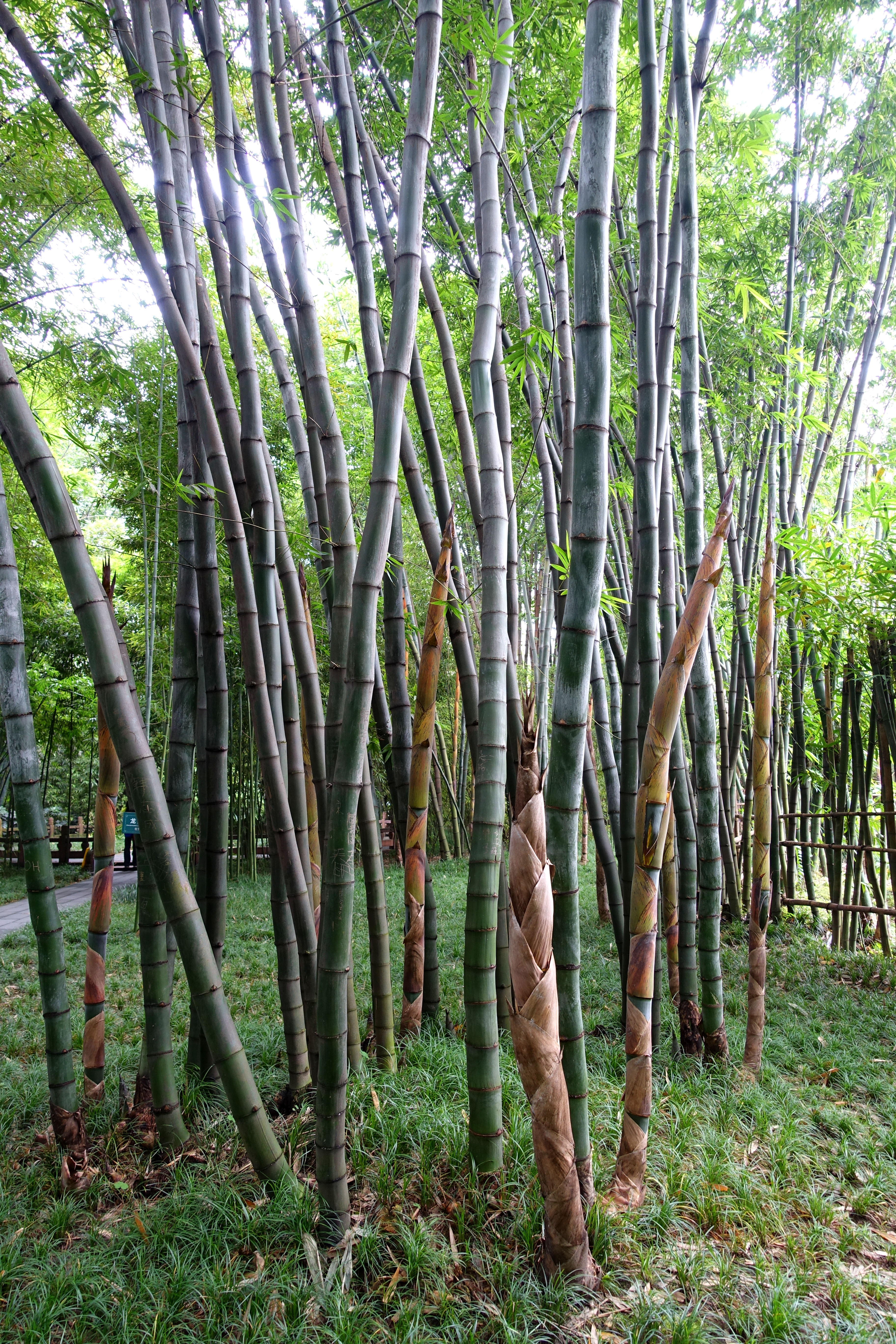
Bambusa rongchengensis

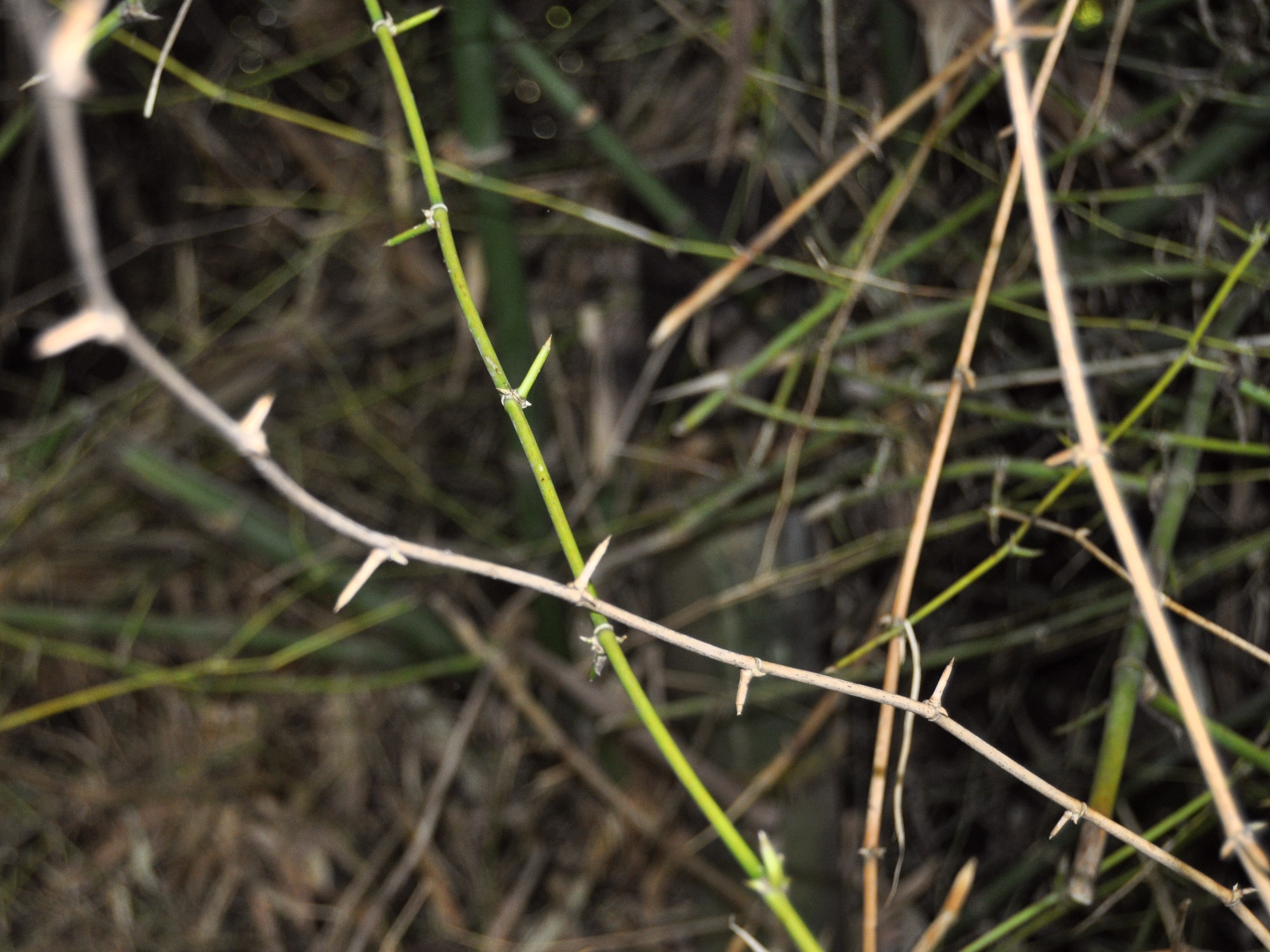
Bambusa spinosa

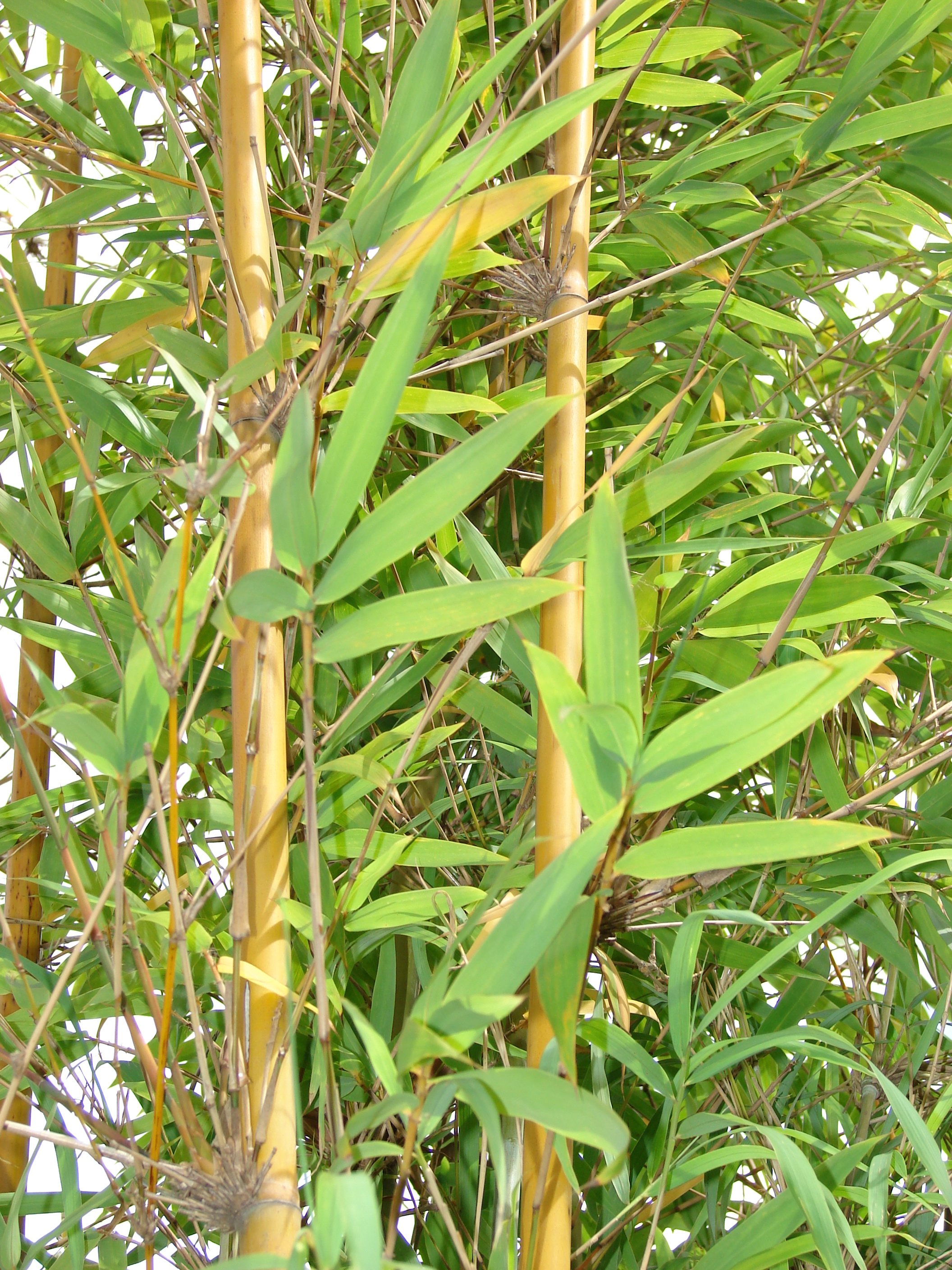
Bambusa textilis

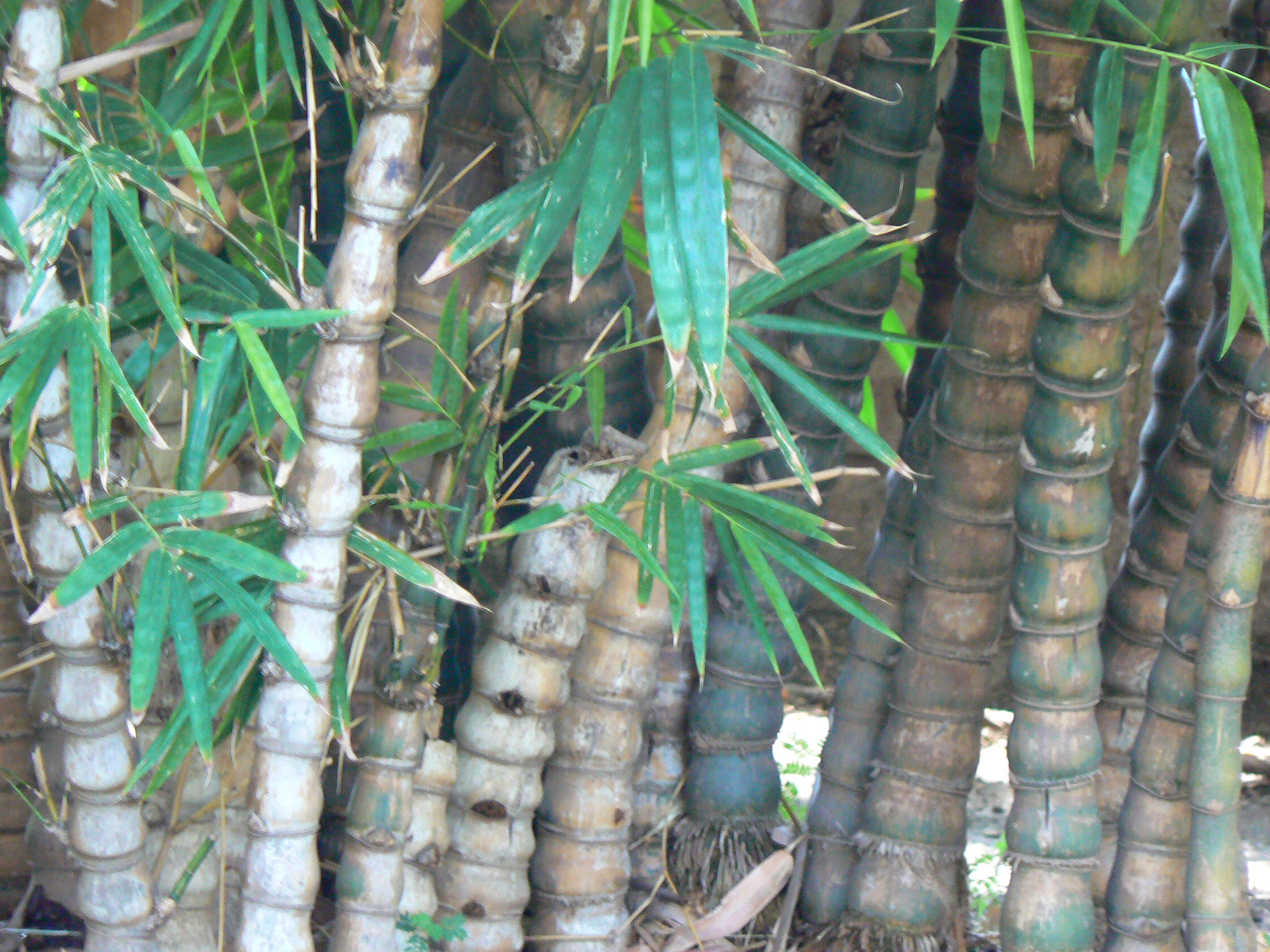
Bambusa ventricosa

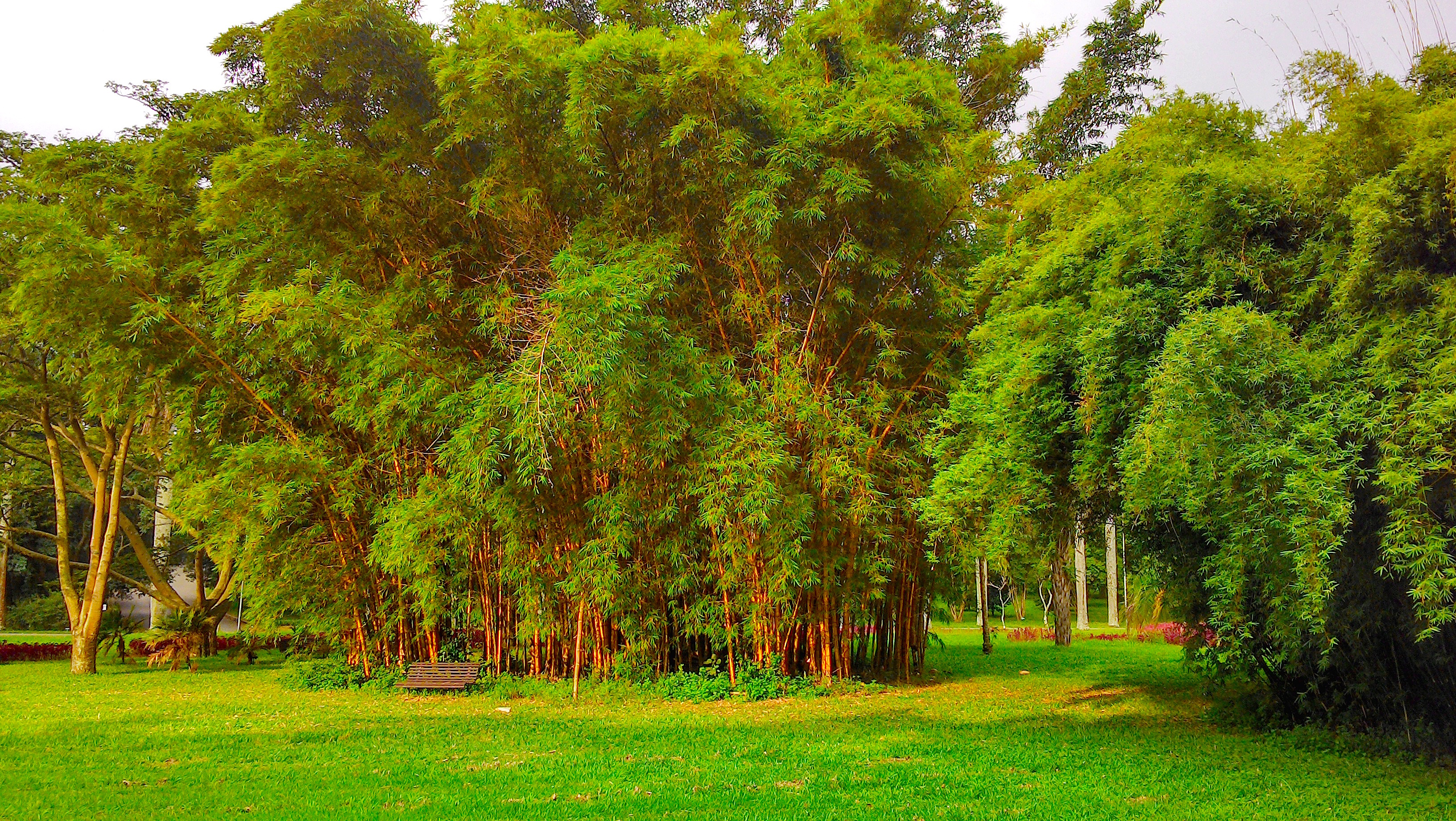
Bambusa vulgaris im Botanischen Garten von São Paulo in Brasilien

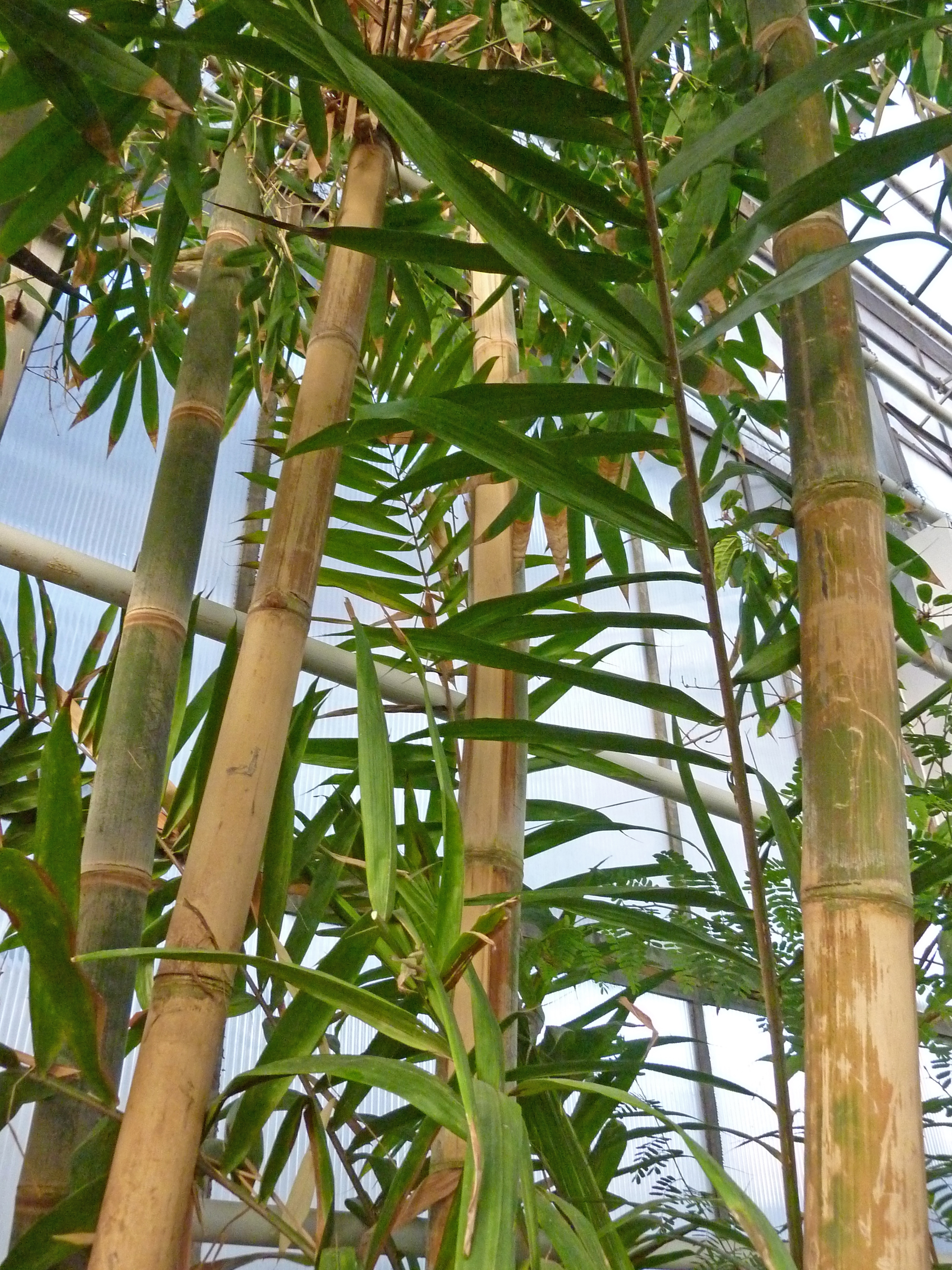
Bambusa vulgaris

## Systematik
Die Gattung Bambusa gehört zur Tribus Bambuseae in der Unterfamilie Bambus (Bambusoideae) innerhalb der Familie der Süßgräser (Poaceae oder Gramineae).
Sie wurde 1789 durch Johann Christian Daniel von Schreber in Genera Plantarum, 1, S. 236 aufgestellt. Bambusa Schreb. nom. cons. wurde konserviert gegenüber dem bereits 1788 veröffentlichten Namen Bambos Retz. nom. rej. Typusart ist Bambusa arundinacea (Retz.) Willd. Weitere Synonyme für Bambusa Schreb. sind: Arundarbor Rumph. ex Kuntze nom. superfl., Dendrocalamopsis Q.H.Dai & X.L.Tao, Dendrocalamopsis (L.C.Chia & H.L.Fung) Keng f. nom. illeg., Fimbribambusa Widjaja, Ischurochloa Buse, Leleba Rumph. ex Nakai, Lingnania McClure, Neosinocalamus Keng f., Pseudobambusa T.Q.Nguyen, Tetragonocalamus Nakai.
Es werden vier Untergattungen unterschieden:
- Bambusa (Bambusa subgen. Bambusa)
- Dendrocalamopsis (Bambusa subgen. Dendrocalamopsis L.C.Chia & H.L.Fung)
- Leleba (Bambusa subgen. Leleba (Rumph. ex Nakai) Keng ex L.C.Chia & X.L.Feng)
- Lingnania (Bambusa subgen. Lingnania (McClure) L.C.Chia & H.L.Fung)

Der Gattung werden über 100 (etwa 153) Arten zugeordnet:
- Bambusa affinis Munro: Laos, Myanmar.[1]
- Bambusa albolineata L.C.Chia: Südöstliches China, Taiwan.[1]
- Bambusa alemtemshii H.B.Naithani: Assam.[1]
- Bambusa amplexicaulis W.T.Lin & Z.M.Wu: Guangdong.[1]
- Bambusa angustiaurita W.T.Lin: Guangdong.[1]
- Bambusa angustissima L.C.Chia & H.L.Fung: Guangdong.[1]
- Bambusa arnhemica F.Muell.: Nordwestliches Northern Territory in Australien.[1]
- Bambusa assamica Barooah & Borthakur: Assam.[1]
- Bambusa aurinuda McClure: Südliches Guangxi bis Vietnam.[1]
- Bambusa australis L.C.Chia & H.L.Fung: Vietnam.[1]
- Bambusa balcooa Roxb.: Indischer Subkontinent bis Indochina.[1]
- Bambusa bambos (L.) Voss: Indischer Subkontinent bis Indochina.[1]
- Bambusa barpatharica Borthakur & Barooah: Arunachal Pradesh bis nördliches Assam.[1]
- Bambusa basihirsuta McClure: Guangdong, Zhejiang.[1]
- Bambusa basihirsutoides N.H.Xia: Guangdong.[1]
- Bambusa basisolida W.T.Lin: Guangdong.[1]
- Bambusa beecheyana Munro: Südliches China bis Indochina, Taiwan.[1]
- Bambusa bicicatricata (W.T.Lin) L.C.Chia & H.L.Fung: Hainan.[1]
- Bambusa binghamii Gamble: Südliches Myanmar.[1]
- Bambusa boniopsis McClure: Hainan.[1]
- Bambusa brevispicula Holttum: Neuguinea.[1]
- Bambusa brunneoaciculia G.A.Fu: Hainan.[1]
- Bambusa burmanica Gamble: Bangladesch bis Yunnan und der Malaiischen Halbinsel.[1]
- Bambusa cacharensis R.B.Majumdar: Assam bis Bangladesch.[1]
- Bambusa cerosissima McClure: Südliches China und Vietnam.[1]
- Bambusa chungii McClure: Südliches China und Vietnam.[1]
- Bambusa chunii L.C.Chia & H.L.Fung: Laos.[1]
- Bambusa clavata Stapleton: Bhutan.[1]
- Bambusa comillensis Alam: Bangladesch.[1]
- Bambusa concava W.T.Lin: Hainan.[1]
- Bambusa contracta L.C.Chia & H.L.Fung: Guangdong, Guangxi.[1]
- Bambusa copelandii Gamble: Myanmar.[1]
- Bambusa corniculata L.C.Chia & H.L.Fung: Guangxi.[1]
- Bambusa cornigera McClure: Guangxi.[1]
- Bambusa crispiaurita W.T.Lin & Z.M.Wu: Guangdong.[1]
- Bambusa diaoluoshanensis L.C.Chia & H.L.Fung: Hainan.[1]
- Bambusa dissimulator McClure: Guangdong und Vietnam.[1]
- Bambusa distegia (Keng & Keng f.) L.C.Chia & H.L.Fung: Sichuan.[1]
- Bambusa dolichoclada Hayata: Fujian, Taiwan.[1]
- Bambusa duriuscula W.T.Lin: Hainan.[1]
- Bambusa emeiensis L.C.Chia & H.L.Fung: Südliches China.[1]
- Bambusa eutuldoides McClure: Guangdong, Guangxi.[1]
- Bambusa excurrensa G.A.Fu: Hainan.[1]
- Bambusa farinacea K.M.Wong: Thailand und Malaysia.[1]
- Bambusa fimbriligulata McClure: Guangxi.[1]
- Bambusa flexuosa Munro: Guangdong bis Indochina.[1]
- Bambusa fruticosa Holttum: Papua-Neuguinea.[1]
- Bambusa funghomii McClure: Henan, Guangdong, Guangxi.[1]
- Bambusa garuchokua Barooah & Borthakur: Assam.[1]
- Bambusa gibba McClure: Südöstliches China bis Vietnam.[1]
- Bambusa gibboides W.T.Lin: Guangdong.[1]
- Bambusa glabrovagina G.A.Fu: Hainan.[1]
- Bambusa glaucophylla Widjaja: Java.[1]
- Bambusa grandis (Q.H.Dai & X.L.Tao) Ohrnb.: Guangxi.[1]
- Bambusa griffithiana Munro: Assam bis nördliches Myanmar.[1]
- Bambusa guangxiensis L.C.Chia & H.L.Fung: Guangxi.[1]
- Bambusa gurgandii K.M.Wong & Diep: Sie wurde 2015 aus Vietnam erstbeschrieben.[1]
- Bambusa hainanensis L.C.Chia & H.L.Fung: Hainan.[1]
- Bambusa heterostachya (Munro) Holttum: Malaiische Halbinsel.[1]
- Bambusa hirticaulis R.S.Lin: Guangdong.[1]
- Bambusa indigena L.C.Chia & H.L.Fung: Guangdong.[1]
- Bambusa insularis L.C.Chia & H.L.Fung: Hainan.[1]
- Bambusa intermedia Hsueh & T.P.Yi: Guizhou, Sichuan, Yunnan.[1]
- Bambusa jacobsii Widjaja: Java.[1]
- Bambusa jaintiana R.B.Majumdar: Östliches Nepal bis Myanmar.[1]
- Bambusa khasiana Munro: Assam.[1]
- Bambusa kingiana Gamble: Bangladesch bis nördliches Myanmar.[1]
- Bambusa lako Widjaja: Östliches Timor.[1]
- Bambusa lapidea McClure: Südliches China.[1]
- Bambusa latideltata W.T.Lin: Guangdong.[1]
- Bambusa laxa K.M.Wong: Malaiische Halbinsel.[1]
- Bambusa lenta L.C.Chia: Fujian.[1]
- Bambusa longipalea W.T.Lin: Guangdong.[1]
- Bambusa longispiculata Gamble: Südöstliches Bangladesch bis Myanmar.[1]
- Bambusa macrolemma Holttum: Neubritannien.[1]
- Bambusa macrotis L.C.Chia & H.L.Fung: Guangdong.[1]
- Bambusa maculata Widjaja: Bali, Molukken.[1]
- Bambusa majumdarii P.Kumari & P.Singh: Assam.[1]
- Bambusa malingensis McClure: Hainan.[1]
- Bambusa manipureana H.B.Naithani & N.S.Bisht: Assam.[1]
- Bambusa marginata Munro: Südöstliches Myanmar.[1]
- Bambusa merrillii Gamble: Luzon.[1]
- Bambusa mizorameana H.B.Naithani: Assam.[1]
- Bambusa mohanramii P.Kumari & P.Singh: Assam.[1]
- Bambusa mollis L.C.Chia & H.L.Fung: Guangxi.[1]
- Bambusa mompana H.B.Naithani: Sie wurde 2015 aus Arunachal Pradesh erstbeschrieben.[1]
- Bambusa multiplex (Lour.) Raeusch. ex Schult.: Nepal bis Taiwan.[1]
- Bambusa mutabilis McClure: Hainan.[1]
- Bambusa nagalandiana H.B.Naithani: Assam.[1]
- Bambusa nairiana P.Kumari & P.Singh: Assam.[1]
- Bambusa nepalensis Stapleton: Nepal.[1]
- Bambusa nutans Wall. ex Munro: Himalaja bis Indochina.[1]
- Bambusa odashimae Hatus. ex D.Z.Li & Stapleton: Taiwan.[1]
- Bambusa oldhamii Munro: Südöstliches China bis Hainan.[1]
- Bambusa oliveriana Gamble: Nördliches Myanmar.[1]
- Bambusa ooh Widjaja & Astuti: Bali.[1]
- Bambusa pachinensis Hayata: Südöstliches China bis Taiwan.[1]
- Bambusa pallida Munro: Sikkim bis Yunnan und Malaiische Halbinsel.[1]
- Bambusa papillata (Q.H.Dai) K.M.Lan: Guangxi.[1]
- Bambusa papillatoides Q.H.Dai & D.Y.Huang: Guangxi.[1]
- Bambusa pervariabilis McClure: Guangdong, Guangxi.[1]
- Bambusa pierreana E.G.Camus: Thailand und Vietnam.[1]
- Bambusa piscatorum McClure: Hainan.[1]
- Bambusa polymorpha Munro: Bangladesch bis Yunnan und Indochina.[1]
- Bambusa procera A.Chev. & A.Camus: Kambodscha und südliches Vietnam.[1]
- Bambusa prominens H.L.Fung & C.Y.Sia: Sichuan.[1]
- Bambusa purpurovagian G.A.Fu: Hainan.[1]
- Bambusa ramispinosa L.C.Chia & H.L.Fung: Guangxi.[1]
- Bambusa rangaensis Borthakur & Barooah: Arunachal Pradesh bis Assam.[1]
- Bambusa rectocuneata (W.T.Lin) N.H.Xia, R.S.Lin & R.H.Wang: Guangdong.[1]
- Bambusa remotiflora (Kuntze) L.C.Chia & H.L.Fung: Guanghdong, Guanxi, Vietnam.[1]
- Bambusa riauensis Widjaja: Sumatra.[1]
- Bambusa rigida Keng & Keng f.: Sichuan.[1]
- Bambusa riparia Holttum: Papua-Neuguinea.[1]
- Bambusa rongchengensis (T.P.Yi & C.Y.Sia) D.Z.Li: Sichuan.[1]
- Bambusa rugata (W.T.Lin) Ohrnb.: Guangdong.[1]
- Bambusa rutila McClure: Südliches China.[1]
- Bambusa salarkhanii Alam: Nepal und Bangladesch.[1]
- Bambusa semitecta W.T.Lin & Z.M.Wu: Guangdong.[1]
- Bambusa sesquiflora (McClure) L.C.Chia & H.L.Fung: Thailand, Vietnam.[1]
- Bambusa sinospinosa McClure: Südliches China bis Hainan. Mit zwei Varietäten.[1]
- Bambusa solida Munro ex Becc.: Borneo.[1]
- Bambusa solomonensis Holttum: Salomonen.[1]
- Bambusa spinosa Roxb. (Syn.: Bambusa blumeana Schult. f.): Java bis zu den Molukken.[1]
- Bambusa stenoaurita (W.T.Lin) T.H.Wen: Guangdong.[1]
- Bambusa striatomaculata G.A.Fu: Hainan.[1]
- Bambusa subaequalis H.L.Fung & C.Y.Sia: Sichuan.[1]
- Bambusa subtruncata L.C.Chia & H.L.Fung: Guangdong.[1]
- Bambusa surrecta (Q.H.Dai) Q.H.Dai: Guangxi.[1]
- Bambusa tabacaria Poir.: Vietnam, Java bis zu den Molukken.[1]
- Bambusa teres Munro: Nepal bis China.[1]
- Bambusa textilis McClure: Anhui, Guangdong, Guangxi bis Vietnam.[1]
- Bambusa transvenula (W.T.Lin & Z.J.Feng) N.H.Xia: Guangdong.[1]
- Bambusa truncata B.M.Yang: Hunan.[1]
- Bambusa tsangii McClure: Nördliches Vietnam.[1]
- Bambusa tulda Roxb.: Himalaja bis Yunnan und Indochina.[1]
- Bambusa tuldoides Munro, Syn.: Bambusa blumeana Hook. & Arn. nom. illeg., Bambusa tulda Benth. nom. illeg., Bambusa angulata Munro, Bambusa breviflora Munro, Bambusa fauriei Hack., Bambusa pallescens (Döll) Hack., Bambusa longiflora W.T.Lin, Bambusa flavonoda W.T.Lin, Bambusa parvifolia W.T.Lin: Sie ist von den chinesischen Provinzen Guangdong sowie Guangxi bis zur Malaiischen Halbinsel verbreitet.[1]
- Bambusa utilis W.C.Lin: Taiwan.[1]
- Bambusa valida (Q.H.Dai) W.T.Lin: Guangxi.[1]
- Bambusa variostriata (W.T.Lin) L.C.Chia & H.L.Fung: Guangdong.[1]
- Bambusa ventricosa Munro: Guangdong bis Vietnam.[1]
- Bambusa villosula Kurz: Myanmar.[1]
- Bambusa vinhphuensis T.Q.Nguyen: Vietnam.[1]
- Bambusa viridis Widjaja: Westliches Neuguinea.[1]
- Bambusa vulgaris Schrad.: Sie kommt ursprünglich in Yunnan, Kambodscha, Laos, Vietnam, Thailand und Myanmar.[1]
- Bambusa wenchouensis (T.H.Wen) Keng f. ex Q.F.Zheng, Y.M.Lin: Fujian, Zhejiang.[1]
- Bambusa xiashanensis L.C.Chia & H.L.Fung: Guangdong.[1]
- Bambusa xueana Ohrnb.: Yunnan.[1]
- Bambusa xueliniana R.S.Lin & C.H.Zheng: Die 2013 erstbeschriebene Art kommt in Guangdong vor.[1]

Nicht mehr zu dieser Gattung werden gerechnet:
- Bambusa amahussana Lindl. => Neololeba amahussana (Lindl.) Widjaja[1]
- Bambusa horsfieldii Munro => Fimbribambusa horsfieldii (Munro) Widjaja[1]
- Bambusa microcephala (Pilg.) Holttum => Fimbribambusa microcephala (Pilg.) Widjaja[1]
- Bambusa moreheadiana F.M.Bailey => Mullerochloa moreheadiana (F.M.Bailey) K.M.Wong[1]

## Nutzung
Die meisten Arten der Gattungen werden kultiviert und sind sonst nicht oder nur in sehr begrenzten Populationen bekannt. Mehrere Arten (Bambusa lapidea, Bambusa pervariabilis, Bambusa rigida, Bambusa sinospinosa und Bambusa tuldoides) werden für Zimmerei-Arbeiten verwendet, die Halme anderer Arten (Bambusa albolineata, Bambusa lenta und Bambusa textilis) werden gespalten und die Fasern verwoben, die Sprösslinge von Bambusa gibboides und Bambusa variostriata werden gegessen und Bambusa multiplex, Bambusa ventricosa und Bambusa vulgaris sind bekannte Zierpflanzen.